# Dužac (Tetovišnjak Veliki)
Koordinati:   43°43′28″N, 15°36′58″E
Dužac je majhen nenaseljen otoček v Hrvaškem delu Jadranskega morja.
Dužac leži okoli 1,5 km vzhodno otočka Tetovišnjak Veliki in okoli 4,5 km severnovzhodno od otoka Žirje. Njegova površina meri 0,065 km². Dolžina obalnega pasu je 1,42 km. Najvišji vrh je visok 14 mnm.